# Darío Xohán Cabana
Darío Xohán Cabana (Roás, Cospeito, Terra Chá, 19 d'abril de 1952 - 17 de novembre de 2021) va ser un escriptor gallec.

## Biografia
Fill de camperols partidaris del Front Popular, el seu pare l'educà milità en el nacionalisme d'esquerres.
Va fer el batxillerat a Lugo, i no va seguir estudis acadèmics. El 1968 va ingressar a la Unión do Povo Galego (UPG). Des del 1971 fins al 1975 va treballar a les Edicións Castrelos de Vigo amb Xosé María Álvarez Blázquez. Va tornar a Lugo, on va fer diversos treballs, i fou alliberat sindical entre 1978 i 1982 per la Intersindical Nacional Galega. Després de passar alguns anys a Corcubión, a la Costa da Morte, com a guarda municipal, des del 1986 és funcionari del Concello de Lugo, i viu a la parròquia de Romeán, prop de Lugo. Es casà en 1974 i tingué dos fills. Col·laborà diàriament, des del 1987, a La Voz de Galicia amb un encreuat en gallec, fou membre del Consell de Redacció d'A Trabe de Ouro. Formá part de les Redes Escarlata.
Des del 22 d'abril de 2006 fou acadèmic de la Real Academia Galega. El seu discurs d'ingrés fou De Manuel María a Ferrín: a grande xeración], i fou respost per Xosé Luís Méndez Ferrín.

## Obra[2]

### Poesia
- Home e terra (Ed. Xistral, 1970).
- Verbas a un irmao (Edición de autor, 1970).
- Romanceiro da Terra Cha (Ed. Castrelos, 1973).
- Elexía nunha escuridade mortal (Ed. Roi Xordo, 1974).
- Mortos por que Galicia viva (Ed. Roi Xordo, 1974). Asinado co pseudónimo Daniel Méndez.
- Ábrelle a porta ó día (Edicións do Castro, 1981).
- A fraga amurallada. (Ed. Limbo, 1983).
- VIII Fragmentos (Sotelo Blanco, 1987).
- Amor e tempo liso (Sotelo Blanco, 1987).
- Cantigas de amor vilao (Galaxia, 1987).
- Patria do mar (Ir Indo, 1989).
- Antoloxía poética (Diario 16 de Galicia, 1992).
- Recolleita (El Correo Gallego, 1992)
- Cinco lendas (Deputación de Lugo, 1993).
- Canta de cerca a morte (Galaxia, 1994).
- Vinte cadernos: Poemas 1969-2002 (Xerais, 2003).
- Cabalgada na brétema (Galaxia, 2006).

### Narrativa
- Noticias dunha aldea (Castrelos, 1973).
- Galván en Saor (Xerais, 1989).
- Fortunato de Trasmundi (Xerais, 1990)
- Libro dos moradores (Ir Indo, 1990).
- Cándido Branco e o Cabaleiro Negro (Xerais, 1992).
- Vidas senlleiras (Xerais, 1992).
- Cerco de ferro (Nigra, 1994).
- O cervo na torre (Xerais, 1994).
- Morte de rei (Xerais, 1996).
- Mitos e memorias (Xerais, 2003).
- A chegada a Lugo do primeiro tren (Concello de Lugo, 2005).

### Literatura infantil-jovenil
- As aventuras de Breogán Folgueira (Xerais, 1990).
- Chirlo merlo na figueira (Sotelo Blanco, 1990).
- O avión de Cangas (Xerais, 1992).
- As viaxes do principe azul (Galaxia, 1993).
- O milagre das estrelas (Xerais, 1993).
- O castrón de ouro (Edicións S. M., 1994).
- Chucho Cacho (Xerais, 1994).
- Inés e a cadela sabia (Edebé-Rodeira, 2000).
- Dende o Himalaia a Ceilán (Galaxia, 2004).

### Assaig
- Guía da provincia de Lugo (1998).
- Monterroso na Ulloa, 2001.
- Xosé María Álvarez Blázquez. Vida e obra (Xerais, 2008).

### Traducció
A partir de 1984 es dedicà a traduir `poesia de l'italià, respectant la mètrica i la rima original. Va rebre el Premi Otero Pedrayo i la Medalla d'Or del Concello de Florència per la traducció de la Divina Comèdia de Dant. LaA traducció de Vida Nova va rebre el premi Ramón Cabanillas.
- Cancioneiro, de Francesco Petrarca (Xunta de Galicia, 1989, Edicións da Curuxa, 2012).
- Divina Comedia, de Dante Alighieri (Xunta de Galicia, 1990).
- Vida Nova, de Dante Alighieri (Espiral Maior, 1994).
- Os Tres Mosqueteiros, d'Alexandre Dumas (2000).
- Antoloxía do Doce Estilo Novo (Galaxia, 2004).
- Os trobadores da Occitania (Edicións da Curuxa, 2011).
- As floriñas de San Francisco (Alvarellos, 2014).

## Premis
- Premi Xerais de novel·la en 1989, per Galván en Saor.[4]
- Medalla d'Or de Florència (Itàlia) en 1991, per la traducció del Cancioneiro i la Divina Comedia.
- Premi Barco de Vapor en 1993, por O castrón de ouro.[4]
- Premi Xerais de novela en 1994, per O cervo na torre.[4]

## Referéncies
1. ↑   «Falece Darío Xohán Cabana». Nós Diario, 17-11-2021.
2. 1 2 3  «A RAG lamenta o pasamento do académico Darío Xohán Cabana» (en gallec).   17/11/2021, 17-11-2021. [Consulta: 18 gener 2022].
3. ↑  «Pesar polo falecemento de Darío Xohán Cabana» (en gallec).   Nos Diario, 17-11-2021. [Consulta: 18 gener 2022].
4. 1 2 3  «Fallece el escritor y académico Darío Xohan Cabana» (en castellà).   Atlantico, 17-11-2021. [Consulta: 18 gener 2022].